# Leptogenys sagaris
Leptogenys sagaris är en myrart som beskrevs av Wilson 1958. Leptogenys sagaris ingår i släktet Leptogenys och familjen myror. Inga underarter finns listade i Catalogue of Life.